# Claude Jean Roussel
Claude Jean Roussel est un homme politique français né le 6 mai 1749 à Ribeaucourt (Meuse) et décédé le 30 avril 1801 au même lieu.

## Biographie
Administrateur du district de Gondrecourt en 1790, il est député de la Meuse à la Convention, siégeant avec les modérés et votant la détention de Louis XVI.

## Sources
- Ressource relative à la vie publique :   - Base Sycomore
- « Claude Jean Roussel », dans Adolphe Robert et Gaston Cougny, Dictionnaire des parlementaires français, Edgar Bourloton, 1889-1891 [détail de l’édition]